# سوارکاری می‌آید
سوارکاری می‌آید (به انگلیسی: Comes a Horseman) فیلمی آمریکایی در سبک وسترن و درام به کارگردانی آلن جی پاکولا است که در سال ۱۹۷۸ منتشر شد. ستارگان این فیلم جین فوندا، جیمز کان، جیسون روباردز، ریچارد فارنزورث می‌باشند. فارنزورث به خاطر ایفای نقش در این فیلم نامزد دریافت جایزه اسکار بهترین بازیگر نقش مکمل مرد شد.

## بازیگران
- جیمز کان
- جین فوندا
- جیسون روباردز
- ریچارد فارنزورث
- جیم دیویس
- مارک هارمون
- جیمز کیچ